# Hydriomena albidaria
Hydriomena albidaria är en fjärilsart som beskrevs av Nitsche 1933. Hydriomena albidaria ingår i släktet Hydriomena och familjen mätare. Inga underarter finns listade i Catalogue of Life.